# دهستان اسماعیل‌آباد (خاش)
دهستان اسماعیل‌آباد نام دهستانی در بخش مرکزی شهرستان خاش، استان سیستان و بلوچستان در ایران است. براساس سرشماری مرکز آمار ایران در سال ۱۳۸۵، جمعیت آن ۱۶۹۴۰ نفر (۳۴۴۱ خانوار) بوده‌است.